# Tafea
Tafea er en provins i Vanuatu. Det er den sydligste af landets seks provinser og består af de fem hovedøer Tanna, Aniwa, Futuna, Erromango og Aneityum samt tre andre, mindre øer. Hovedstaden i provinsen er Isangel og ligger på Tanna.
 Der er for få eller ingen kildehenvisninger i denne artikel, hvilket er et problem. Du kan hjælpe ved at angive troværdige kilder til de påstande, som fremføres i artiklen.